# Pseudochlorata ecuatoriana
Pseudochlorata ecuatoriana är en skalbaggsart som beskrevs av Ohaus 1910. Pseudochlorata ecuatoriana ingår i släktet Pseudochlorata och familjen Rutelidae. Inga underarter finns listade i Catalogue of Life.